# Alphaville (gruppo musicale)
Alphaville è un gruppo musicale synth pop tedesco, formatosi a Münster, città extracircondariale della Renania Settentrionale-Vestfalia, nel 1983.
Il gruppo, di genere synth pop/rock con incursioni nella NDW, ha raggiunto un notevole successo durante gli anni ottanta. Tra i loro più grandi successi si annoverano: Forever Young, Big in Japan e Sounds Like a Melody.

## Storia
Gli Alphaville vengono fondati nel 1983 da Marian Gold, Bernhard Lloyd e Frank Mertens, a Münster, città extracircondariale della Renania Settentrionale-Vestfalia, allora parte della Germania Ovest. Originalmente il gruppo viene chiamato Forever Young, ma quasi subito viene ribattezzato Alphaville, in omaggio al film di fantascienza del 1965 Agente Lemmy Caution: missione Alphaville (Alphaville, une étrange aventure de Lemmy Caution), diretto da Jean-Luc Godard. Nel 1984 il gruppo realizza il suo singolo di debutto, Big in Japan, inserito anche nell'album Forever Young, uscito nello stesso anno. Nel gennaio del 1985, Frank Mertens lascia la band venendo sostituito da Ricky Echolette. I successivi due singoli, Sounds Like a Melody e Forever Young, entrano nella top 10 europea.
Mentre circolano voci che Laura Branigan starebbe per realizzare una cover di Forever Young nel suo album Hold Me del 1985, gli Alphaville pubblicano nuovamente il singolo negli Stati Uniti, non conseguendo comunque molto successo. La versione di Laura Branigan, anche se pubblicizzata sulle copertine degli album americani, non viene invece mai pubblicata effettivamente come singolo. La cantante statunitense, tuttavia, eseguirà quasi sempre il brano nei suoi concerti, fino alla sua prematura scomparsa nel 2004.
Una terza pubblicazione del singolo avviene per promuovere la raccolta The Singles Collection. Rilanci internazionali vengono poi pubblicati nel 1989, 1996 e 2001 e dei brani vengono realizzate numerose cover. Nel 2009 il famoso rapper Jay-Z pubblica Young Forever, una rielaborazione del brano realizzata con la collaborazione di Mr. Hudson.
Nel 1986 viene pubblicato il secondo album del gruppo, Afternoons in Utopia, e il primo singolo dell'anno, Dance with Me, destinata a divenire una hit internazionale, raggiungendo la 20ª posizione in classifica in Francia, Norvegia, Svezia, Svizzera e Sudafrica e in 25ª in Austria. Nel 1989 viene pubblicato l'album The Breathtaking Blue, che include i singoli Romeos, Summer Rain e Misteries of Love. 
Il successivo album, Prostitute, viene pubblicato il 24 agosto 1994. I singoli estratti sono Fools e The Impossible Dream. Nel 1996, durante la produzione dell'album Salvation, pubblicato poi nel 1997, Ricky Echolette lascia il gruppo con l'intenzione di dedicarsi alla famiglia. È comunque accreditato tra i compositori dello stesso assieme a Gold e Lloyd. Del 1999 sono invece Star Naked and Absolutely Live e il remix Forever Pop, mentre nel 2001 esce il DVD Little America.
Bernhard Lloyd non contribuisce a CrazyShow, cofanetto pubblicato in tiratura limitata e costituito da materiale inedito, e poco dopo la pubblicazione, nel 2003, lascia ufficialmente il gruppo, rimanendo comunque molto in contatto con Gold. La formazione diviene pertanto: Marian Gold (voce), Martin Lister (tastiera), David Goodes (chitarra), Jakob Kiersch (batteria) e Maja Kim (basso). Il 4 dicembre 2009 a Praga il gruppo festeggia il 25º anniversario dalla propria formazione, con un grande concerto e una festa a seguire. All'evento è presente anche Bernhard Lloyd che già da qualche anno non fa più parte del gruppo.
Nell'ottobre del 2010 esce il singolo I Die for You Today, che riscuote un buon successo in patria, piazzandosi quindicesimo posto della top 100 tedesca, e il mese seguente l'album Catching Rays on Giant, che ottiene un posizionamento ancora più alto, raggiungendo il nono posto della top 100 album. Era dai tempi di Forever Young che un album degli Alphaville non otteneva un tale successo di vendite. Tuttavia, nel resto d'Europa l'album non ottiene lo stesso successo, anche a causa della scarsa pubblicità che ne viene fatta. Nel marzo 2011 il secondo singolo Song for No One non ottenne lo stesso successo del precedente.
Il 26 gennaio 2013 e il 13 maggio 2016 gli Alphaville sono ospiti del programma italiano I Migliori Anni, condotto da Carlo Conti su Rai 1, dove cantano Big In Japan e Forever Young. Il 21 maggio 2014, il tastierista e compositore Martin Lister muore improvvisamente all'età di 52 anni. Il suo posto viene preso dal giovane Carsten Brocker, che esordisce dal vivo nel concerto ad Alta, in Norvegia.
Il 31 ottobre 2014 esce una raccolta in doppio CD delle versioni Maxi (12") di tutti i singoli dal 1984 al 1990, con i relativi lati B. Tutto questo con la collaborazione di Blank & Jones e il fondamentale ausilio di Bernhard Lloyd, che aveva custodito i nastri master originali. Le prime mille copie vengono autografate da Marian Gold e Bernhard Lloyd. La raccolta ottiene un buon successo in Germania, raggiungendo la posizione n. 26 della classifica tedesca. Nel 2016 la bassista Maja Kim esce dal gruppo, con l'intenzione di dedicarsi a nuovi progetti, e viene sostituita da Alexandra Merl. Il nuovo album Strange Attractor viene pubblicato il 7 aprile 2017, anche in vinile, anticipato dal singolo Heartbreak City, uscito il 10 marzo.
Il 2 ottobre 2021 gli Alphaville sono ospiti del programma Arena Suzuki '60 '70 '80, condotto da Amadeus su Rai 1, dove cantano Big in Japan e Forever Young.